# Xestia wockei
Xestia wockei là một loài bướm đêm thuộc họ Noctuidae. Nó được tìm thấy ở Xibia và miền bắc Bắc Mỹ, bao gồm Quebec, Newfoundland và Labrador, Northwest Territories và Yukon.

## Phụ loài
- Xestia wockei wockei
- Xestia wockei troubridgeiBản mẫu:Check Lafontaine, 1998
- Xestia wockei aldani (Herz, 1903)
- Xestia wockei tundrana (A.Bang-Haas, 1912) (South Siberian mountains, miền trung Yakutia và vùng núi của đông bắc Siberia)[2]